# Ibón de Gorgutes
El Ibón de Gorgutes es un lago glaciar de alta montaña del Pirineo Aragonés junto a la frontera con Francia.

## Morfología
Está situado a 2.339 m s. n. m., en el término municipal de Benasque.

## Acceso
Desde el pueblo de Benasque, se puede ascender por el valle del río Ésera por la carretera hasta el aparcamiento que hay un poco antes de llegar al  Hospital de Benasque.
Dejando allí el coche se deberá iniciar el ascenso siguiendo el sendero del puerto de la Glera que discurre a lo largo del torrente de Gorgutes hasta llegar a una altitud de 2.339 metros, junto a la frontera francesa, donde se encuentra el Ibón.
Si se desea continuar, se puede descender por la vertiente francesa siguiendo el Valle de la Glera hacia la localidad francesa de Bagnères de Luchon.